# Limenitis leucates
Limenitis leucates är en fjärilsart som beskrevs av Hans Fruhstorfer 1915. Limenitis leucates ingår i släktet Limenitis och familjen praktfjärilar. Inga underarter finns listade i Catalogue of Life.